# Daniel Braaten
Daniel Omuya Braaten, född 25 maj 1982 i Oslo, är en norsk före detta fotbollsspelare.

## Klubbkarriär

### Tidig karriär
Braaten startade sin karriär i Norge där han föddes, han spelade först med Skeid men han flyttade 2004 till Rosenborg BK. Innan han skrev på för Rosenborg, så var flera klubbar intresserade av Braaten och han provspelade med RC Lens i slutet 2003 tillsammans med Daniel Fredheim Holm. Braaten tränade redan med Rosenborg på hösten 2002, men hade då fortfarande kontrakt med Skeid, han skrev 2004 på för £250 000.

### Bolton Wanderers
Den 3 augusti 2007 skrev Braaten på för Bolton Wanderers för £450 000 och han gjorde sitt första mål i England efter tre veckor, när han gjorde sita målet i Bolton's 3–0 vinst över Reading.

### Toulouse
Efter en tuff säsong i England, skrev Braaten på ett treårskontrakt med det franska laget Toulouse den 25 juni 2008. Han inkluderades i en deal där Johan Elmander flyttade till Bolton Wanderers och Braaten till Toulouse.

## Landslagskarriär
Braaten gjorde sin debut för Norge 2004. Han spelade sammanlagt 52 landskamper och gjorde på dem fyra mål.

### Landslagsmål
| Nr | Datum           | Stadium                  | Motståndare | Mål | Resultat | Tävling           |
| -- | --------------- | ------------------------ | ----------- | --- | -------- | ----------------- |
| 1  | 20 april 2005   | A. Le Coq Arena, Tallinn | Estland     | 1–0 | 2–1      | Träningslandskamp |
| 2  | 6 juni 2007     | Ullevål Stadion, Oslo    | Ungern      | 2–0 | 4–0      | Kval till EM 2008 |
| 3  | 11 juni 2013    | Ullevål Stadion, Oslo    | Makedonien  | 2–0 | 2–0      | Träningslandskamp |
| 4  | 15 oktober 2013 | Ullevål Stadion, Oslo    | Island      | 1–1 | 1–1      | Kval till VM 2014 |